# Бельский, Михаил Юрьевич
Михаил Юрьевич Бельский (до 1708 – после 1743) – русский золотых дел мастер первой половины XVIII века. Входил в штат придворных ювелиров (среди других русских мастеров).
Михаил (Михайло) Юрьевич Бельский (Бельской) – золотого дела жалованный мастер Оружейной палаты. Вначале имел годовой доход 40 рублей. Летом 1708 года «по указу из Оружейной палаты работал он в хоромах великой княжны …царевны Наталии Алексеевны» вместе с золотых дел мастером Михаилом Матвеевом, где делал «к спасову образу золотые накладки» . Работа на царевну продолжалась и в 1709–1710 годах, когда он изготавливал для нее «алмазные вещи» . В 1710-х годах он переезжает в Санкт-Петербурге. В 1720 году вместе с Самсоном Ларионовым, Никитой Михайловичем Милюковым и Григорием Осиповым он изготовил для царицы Екатерины I «большую запону», за которую они вчетвером получили 100 рублей. В 1723 году участвует в изготовлении первой императорской короны Екатерины I . Михаил Белиский (среди четырех золотых дел мастеров) числится в утвержденном императрицей Анной Иоанновной 14 апреля 1731 года «Штате всем придворным чинам и служителям», с окладом в 62 рубля. Известно, что в ноябре 1736 года императрица Анна Иоанновна пожаловала ему дом на Большой Морской улице вместо сгоревшего на Малой Морской. В 1741 году он числится среди мастеров в штате Камер-цалмейсторской конторе с жалованием в 100 рублей . Судя по документам, он еще жив в октябре 1743 года .